# Powiat Białogardzki
Der Powiat Białogardzki ist ein Powiat (Landkreis) im Nordosten der polnischen Woiwodschaft Westpommern.

## Allgemeine Angaben
Der Powiat erstreckt sich über eine Fläche von 845 km². Im Powiat leben etwa 49.000 Menschen, das entspricht einer Bevölkerungsdichte von 58 Einwohner je km².

## Städte und Gemeinden

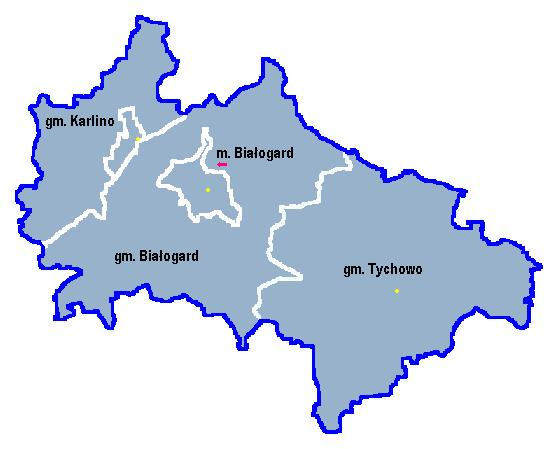
Gemeinden des Powiats

Karte des Powiats

Der Powiat Białogardzki umfasst insgesamt vier Gemeinden:
- eine Stadtgemeinde:
  - Białogard (Belgard)
- eine Stadt-und-Land-Gemeinde:
  - Karlino (Körlin)
- zwei Landgemeinden:
  - Białogard (Landgemeinde) (Belgard - Land)
  - Tychowo (Groß Tychow)

## Nachbarlandkreise
| Powiat Kołobrzeski Kolberg    |                                             | Powiat Koszaliński Köslin      |
|                               | Kompassrose, die auf Nachbargemeinden zeigt |                                |
| Powiat Świdwiński Schivelbein |                                             | Powiat Szczecinecki Neustettin |

## Partnerschaften
Der Powiat unterhält eine Partnerschaft mit dem mecklenburgischen Landkreis Mecklenburg-Strelitz und mit der schwedischen Gemeinde Gnosjö.